# Acanthoscurria geniculata
Acanthoscurria geniculata là một loài nhện trong họ Theraphosidae.
Loài này thuộc chi Acanthoscurria. Acanthoscurria geniculata được Carl Ludwig Koch miêu tả năm 1841.

## Hình ảnh

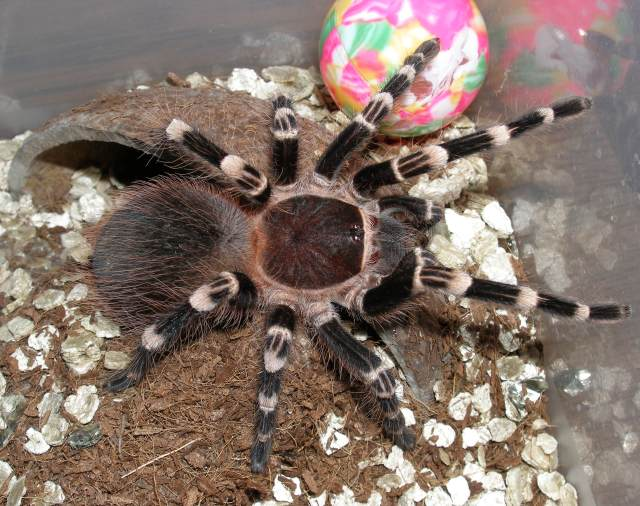
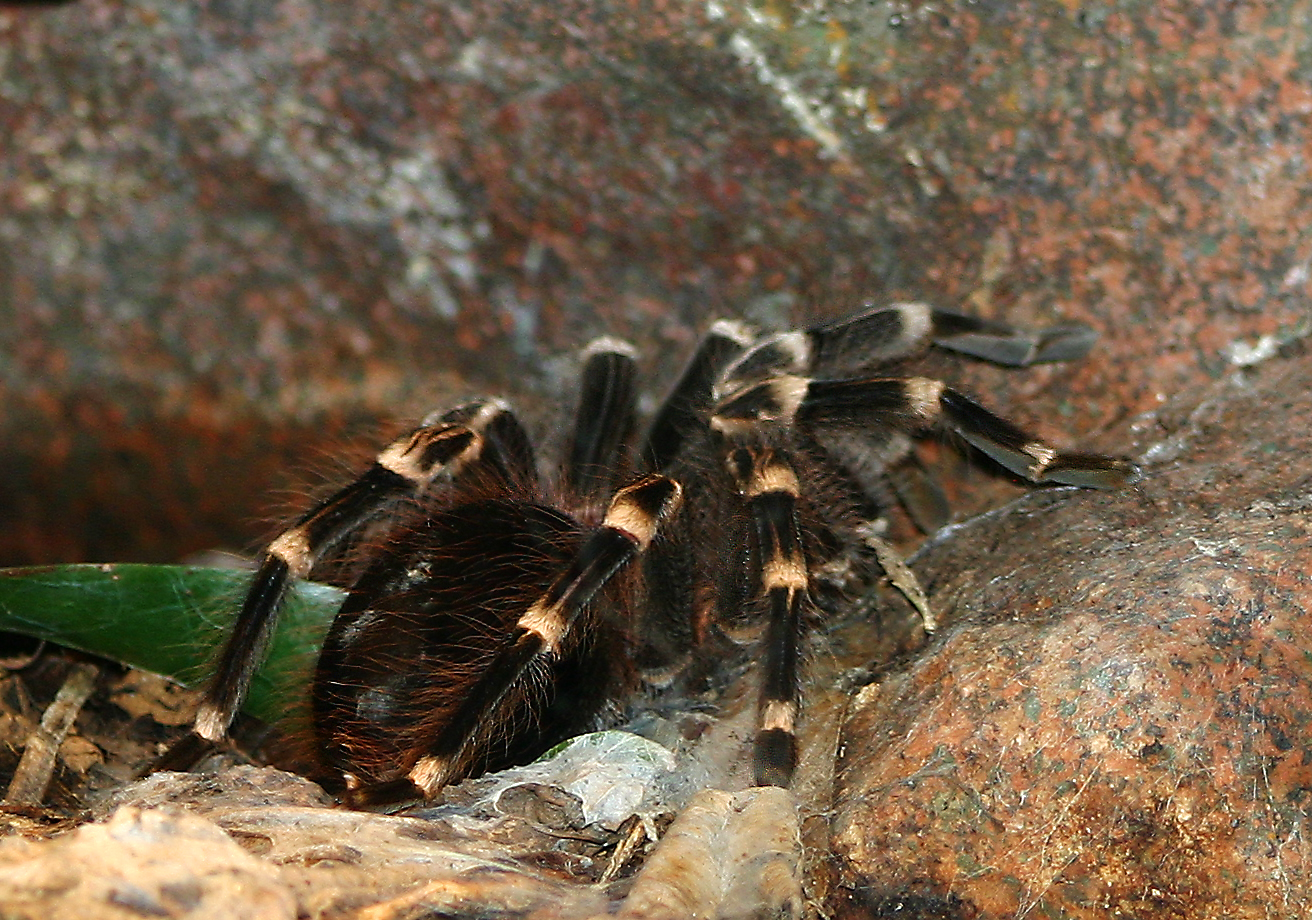
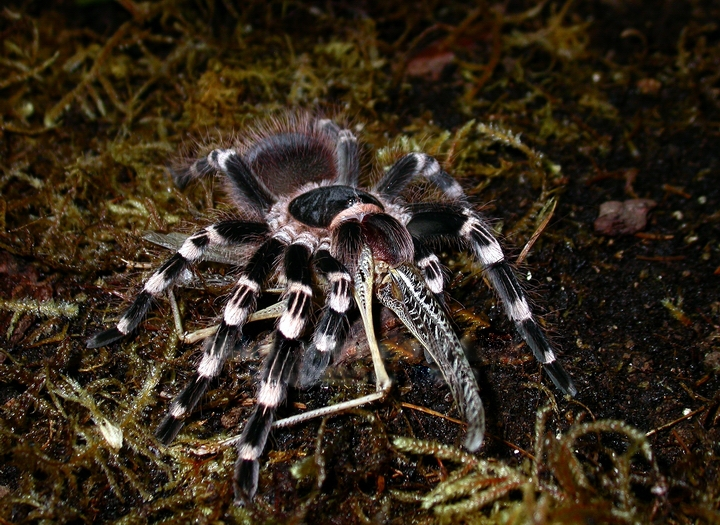